# Campo de Trânsito de Mechelen
O Campo de Trânsito de Mechelen, em alemão SS-Sammellager Mecheln, também conhecido como Quartel Dossin, era um campo de detenção e deportação estabelecido em um antigo quartel do exército belga, em Mechelen, na Bélgica ocupada pelos alemães. A campo serviu como ponto de agrupamento de judeus belgas e ciganos, antes de suas deportações para campos de concentração e extermínio, na Europa Oriental, durante o Holocausto .
O campo foi criado em março de 1942, e era o único campo de trânsito em território belga. Era administrado pela Sicherheitspolizei (SiPo-SD), uma divisão do Escritório Central de Segurança do Reich, e foi usado para manter judeus e ciganos antes de sua deportação para Auschwitz-Birkenau, bem como para outros campos, incluindo Heydebreck-Cosel. Entre 4 de agosto de 1942 e 31 de julho de 1944, 28 trens partiram de perto do campo e deportaram mais de 25.800 pessoas.
 Apenas 1.240 delas sobreviveram à guerra.
O campo foi abandonado durante a Libertação da Bélgica, em setembro de 1944, e posteriormente foi adaptado para habitação. Um museu foi criado, em 1996, e hoje faz parte do antigo quartel. Um novo prédio, em frente, também integra o Kazerne Dossin - Memorial, Museu e Centro de Documentação sobre o Holocausto e os Direitos Humanos, que inclui um memorial e um museu do Holocausto.

## Contexto

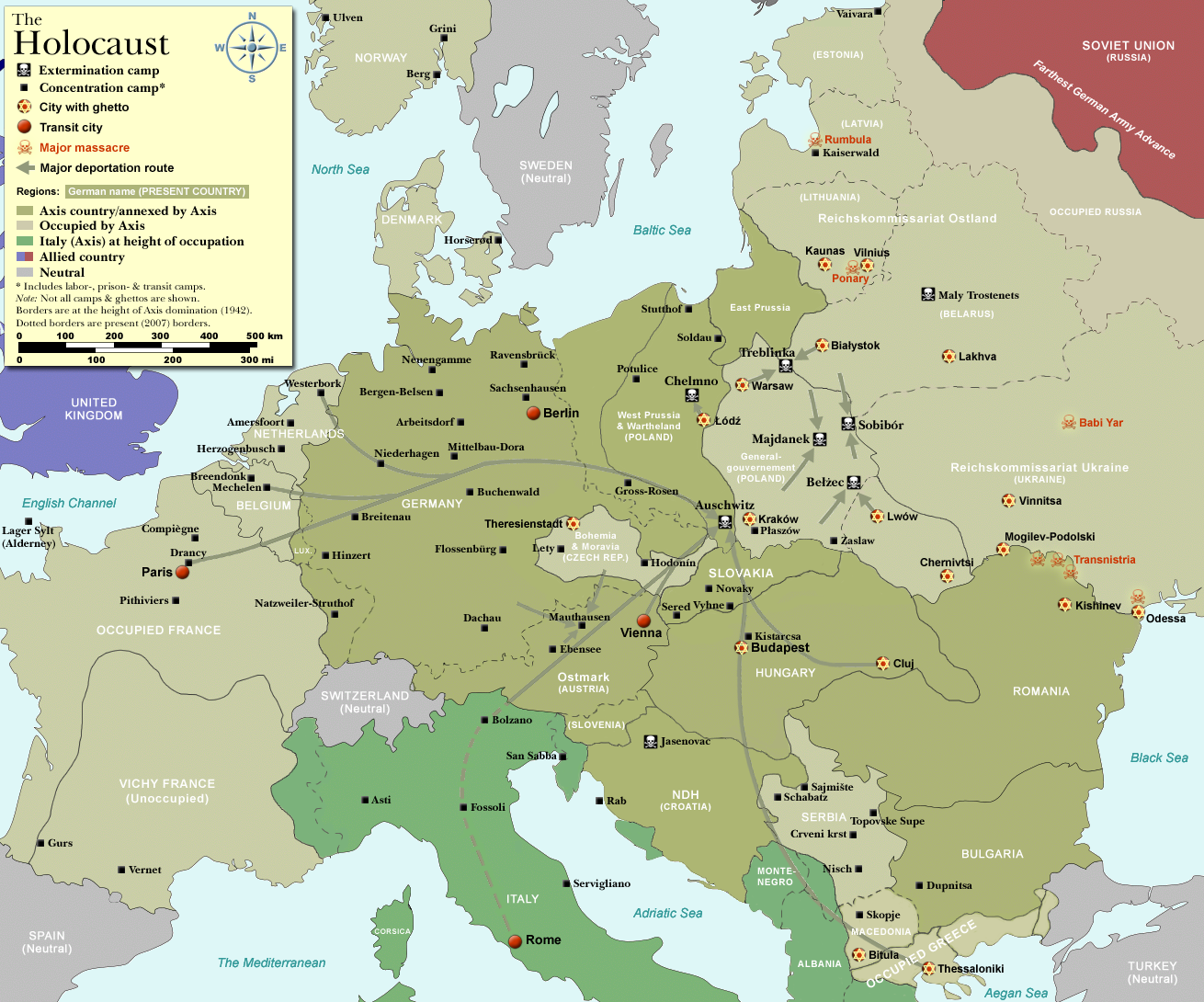
Mapa do Holocausto: este mapa mostra todos os campos de concentração e extermínio na Europa ocupada pelos alemães, bem como campos de trabalho, campos de prisão, guetos, principais rotas de deportação e principais locais de massacres.

### Ocupação Alemã e Perseguição
A Bélgica foi invadida, pela Alemanha nazista, em uma rápida campanha militar, entre 10 a 28 de maio de 1940. Em seguida, foi colocada sob a administração de ocupação militar, que duraria até julho de 1944, quando o território passou para uma breve administração civil, encerrada pela Libertação da Bélgica, em setembro de 1944.
Em setembro de 1940, a administração da ocupação alemã instalou um campo de prisioneiros em Fort Breendonk, um antigo forte militar belga. Os internos eram, em sua maior parte, prisioneiros políticos, embora vários judeus também fossem mantidos em uma área segregada do campo. Como parte da Solução Final, após janeiro de 1942, foi decidido o transporte de judeus belgas para campos de concentração e extermínio na Europa Oriental .

### Campo de Trânsito de Mechelen
Em 1942, aproximadamente 90% da população judaica da Bélgica vivia na Antuérpia e em Bruxelas. Assim, Mechelen, uma cidade com um centro ferroviário localizado no meio do caminho entre as duas, foi escolhida como o local para um novo campo de trânsito.
O prédio escolhido para abrigar o campo foi uma antiga instalação do exército, chamada Dossin Barracks, construída em 1756 e nomeada em homenagem ao tenente-general Émile Dossin de Saint-Georges, um herói da Batalha do Yser, na Primeira Guerra Mundial. Localizava-se no norte da cidade, e fornecia acesso ao cais ferroviário de carga que servia ao rio Dyle. O bloco de três andares, que circundava completamente um grande pátio quadrado, era cercado com arame farpado. Tornou-se operacional em julho de 1942.

## Operação
A equipe do campo era formada, em sua maior parte, por alemães, mas também era auxiliada por paramilitares colaboracionistas belgas do Algemeene-SS Vlaanderen ("General SS Flanders"). O campo estava oficialmente sob o comando de Philipp Schmitt, comandante do Forte Breendonk. O comandante interino em Mechelen era o oficial da SS Rudolph Steckmann.
O primeiro grupo de pessoas chegou ao campo, vindas da Antuérpia, em 27 de julho de 1942. Entre agosto e dezembro de 1942, todas as semanas dois transportes, com cerca de 1.000 judeus cada, deixavam o campo tendo como destino o campo de concentração de Auschwitz. Entre 4 de agosto de 1942 e 31 de julho de 1944, um total de 28 trens saíram de Mechelen para a Polônia, transportando um total de 24.916 judeus e 351 ciganos; a maioria deles para Auschwitz. Este número representou mais da metade dos judeus belgas assassinados durante o Holocausto. Em consonância com a política racial nazista, que mais tarde ficou conhecida como genocídio cigano, 351 ciganos belgas foram enviados para Auschwitz no início de 1944.
As condições no campo de Mechelen eram especialmente brutais. Muitos ciganos foram trancafiados porões por semanas, ou meses, sem comida ou instalações sanitárias. Os ciganos tiveram uma taxa de sobrevivência baixíssima.

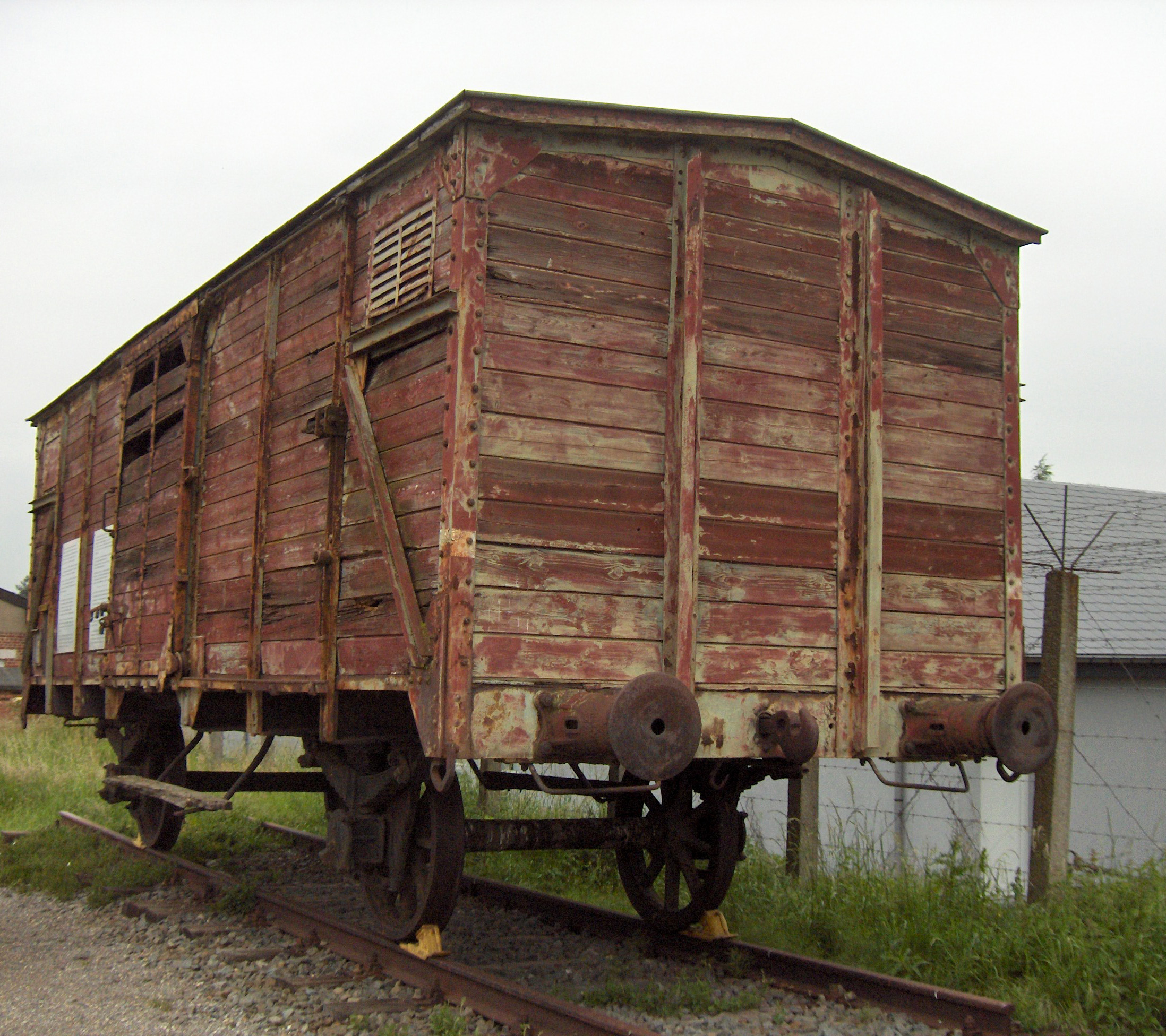
Vagão original usado para transporte para campos de concentração na coleção de Fort Breendonk.

## Confronto

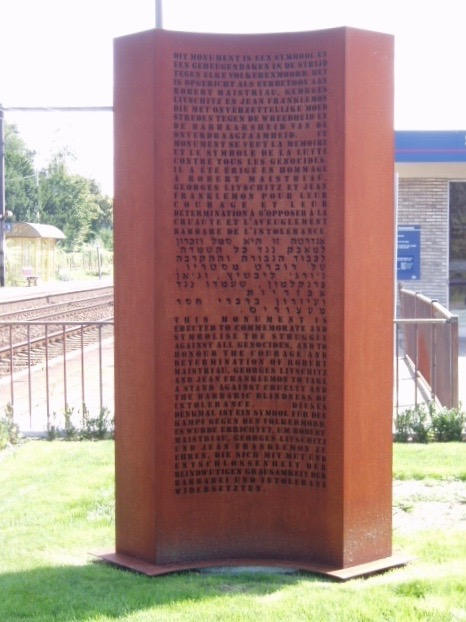
Monumento à ação de resistência contra o 20º transporte de judeus belgas, localizado na estação ferroviária de Boortmeerbeek, Bélgica.

Algumas pessoas conseguiram escapar enquanto eram transportadas, principalmente de dois dos transportes registrados, que levavam homens retornando, para a Bélgica, depois de trabalhos forçados na Muralha do Atlântico. A maioria desses homens saltou entre Mechelen e a fronteira alemã. Muitos foram recapturados e colocados em transportes subsequentes, mas cerca de 500 prisioneiros judeus conseguiram fugir durante os transportes. Em 19 de abril de 1943, três combatentes da resistência, agindo por iniciativa própria, interceptaram um transporte, perto da estação de trem de Boortmeerbeek, 10 km (6.2 mi) ao sudeste de Mechelen. Nesta ação 17 presos conseguiram se evadir. Mais judeus escaparam por seus próprios atos heroicos. Um total de 231 fugiram, embora 90 tenham sido recapturados, e 26 tenham sido baleados por guardas que escoltavam os trens.
O último transporte deixou Mechelen em 31 de julho de 1944, mas as forças aliadas não conseguiram detê-lo antes que chegasse em seu destino. Quando os Aliados se aproximaram de Mechelen, em 3 de setembro de 1944, os alemães fugiram do Quartel Dossin, abandonando os 527 prisioneiros restantes. Alguns prisioneiros escaparam naquela noite, e os outros foram libertados no dia seguinte, mas logo depois foram substituídos por supostos colaboradores. As listas de deportados foram deixadas em Hasselt durante a retirada alemã, e mais tarde foram descobertas intactas.

## Memorial e Museu
Em 1948 o Quartel Dossin voltou a ser usado pelo exército belga, que lá permaneceu até 1975, quando o abandonou. Além de uma ala reformada, na década de 1980, para habitação social, o quartel tornou-se o local do Museu Judaico da Deportação e Resistência, em 1996. Em 2001, o Governo Flamengo decidiu expandir a instituição por um novo complexo, construído em frente ao antigo quartel; este último foi fechado em julho de 2011, para se tornar um monumento memorial. O Dossin Kazerne – Memorial, Museu e Centro de Documentação sobre o Holocausto e os Direitos Humanos reabriu as suas portas a 26 de novembro de 2012.